# چپ واپس‌گرا

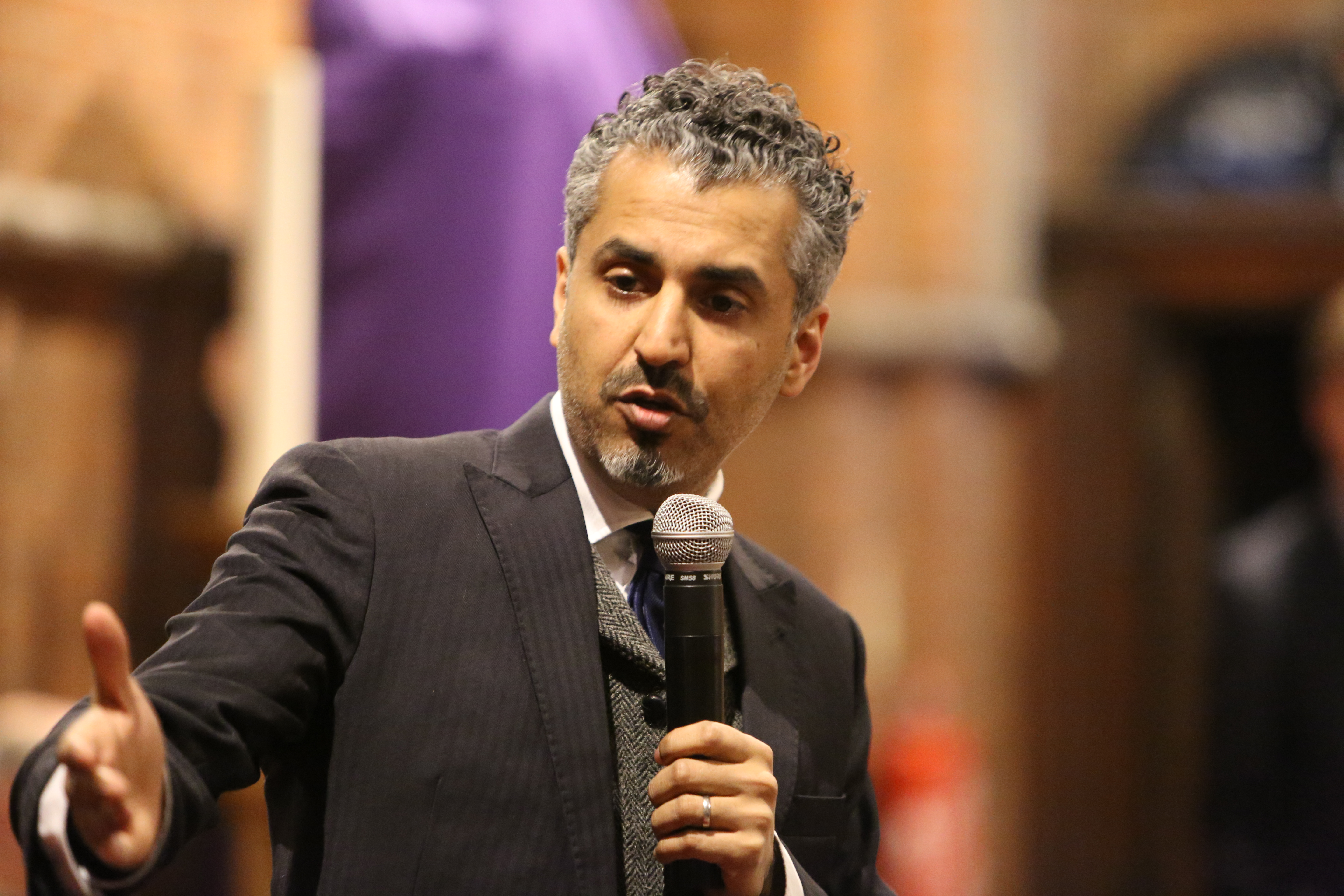
استفاده ماجد نواز از عبارت « چپ واپس‌گرا» بخشی از مخالفت او با اسلام‌گرایی، یعنی همان قطب اسلام که بر شریعت تأکید می‌کند، اتحاد اسلام و یک دولت اسلامی است.

چپ واپس‌گرا (همچنین چپی‌های واپس گرا و لیبرال‌های واپس گرا خوانده می‌شود) نوواژه و لقبی سیاسی است که به‌طور تحقیرآمیز در اشاره به بخشی از سیاست دست چپی استفاده می‌شود که به خاطر مدارا با اصول و ایدئولوژی‌های نالیبرال مخصوصاً سیاست‌های هویتی (تأکید بر هویت‌های گروهی چون نژاد و جنسیت به جای فرد) و مخالفت با آزادی بیان به خاطر چندگانگی فرهنگی و نسبیت‌گرایی فرهنگی متهم به داشتن دیدگاه‌های ضدونقیض، ارتجاعی هستند.